# Рюеленс, Эстелла
Эстелла Рюеленс (фр. Estelle Ruelens, урождённая Estelle Marie Louise Crèvecoeur, 1821—1878) — бельгийская писательница; под псевдонимом Caroline Gravière напечатала ряд романов, в которых бичевала устарелые дворянские предрассудки и мещанские предубеждения: «L'énigme du docteur Burg»; «Gentilhommerie d'aujourd'hui», «Choses reçues», «Une parisienne à Bruxelles», «Mida» и мн. др.